# Rahden
Rahden település Németországban, azon belül Észak-Rajna-Vesztfália tartományban. Lakosainak száma 15 859 fő (2023. december 31.). Rahden Espelkamp és Stemwede községekkel határos.

## Népesség
A település népességének változása:
| Lakosok száma | 13 541 | 15 581 | 15 480 | 15 441 | 15 505 | 15 773 | 15 859 |
|               | 1975   | 2011   | 2017   | 2019   | 2021   | 2022   | 2023   |